# Дурални синуси
Дурални венски синуси (који се називају и дурални синуси, церебрални синуси или кранијални синуси) су венски канали који се налазе између ендосталног и менингеалног слоја тврде мождане опне у мозгу. Они примају крв из церебралних вена, примају цереброспиналну течност (ЦСТ) из субарахноидног простора преко арахноидних гранулација и углавном се празне у унутрашњу југуларну вену.

## Структура
Зидови дуралних венских синуса се састоје од тврде мождане опне обложене ендотелијумом, специјализованим слојем спљоштених ћелија које се налазе у крвним судовима. Они се разликују од других крвних судова по томе што им недостаје комплетан сет слојева крвних судова (нпр. tunica media) карактеристичних за артерије и вене. Такође му недостају залисци.

## Клиничка релевантност
Синуси могу бити повређени траумом у којој оштећење тврде опне може довести до стварања крвних угрушака (тромбозе) унутар дуралних синуса. Други уобичајени узроци тромбозе дуралног синуса укључују праћење инфекције кроз офталмичку вену у орбиталном целулитису. Иако је ретка, тромбоза дуралног синуса може довести до хеморагичног инфаркта или церебралног едема са озбиљним последицама укључујући епилепсију, неуролошки дефицит или смрт.

## Галерија
- Дуралне вене.
- Синуси дуре.
- Дура матер и њени процеси изложени су уклањањем дела десне половине лобање и мозга.
- Синуси на дну лобање.